# Mudstone

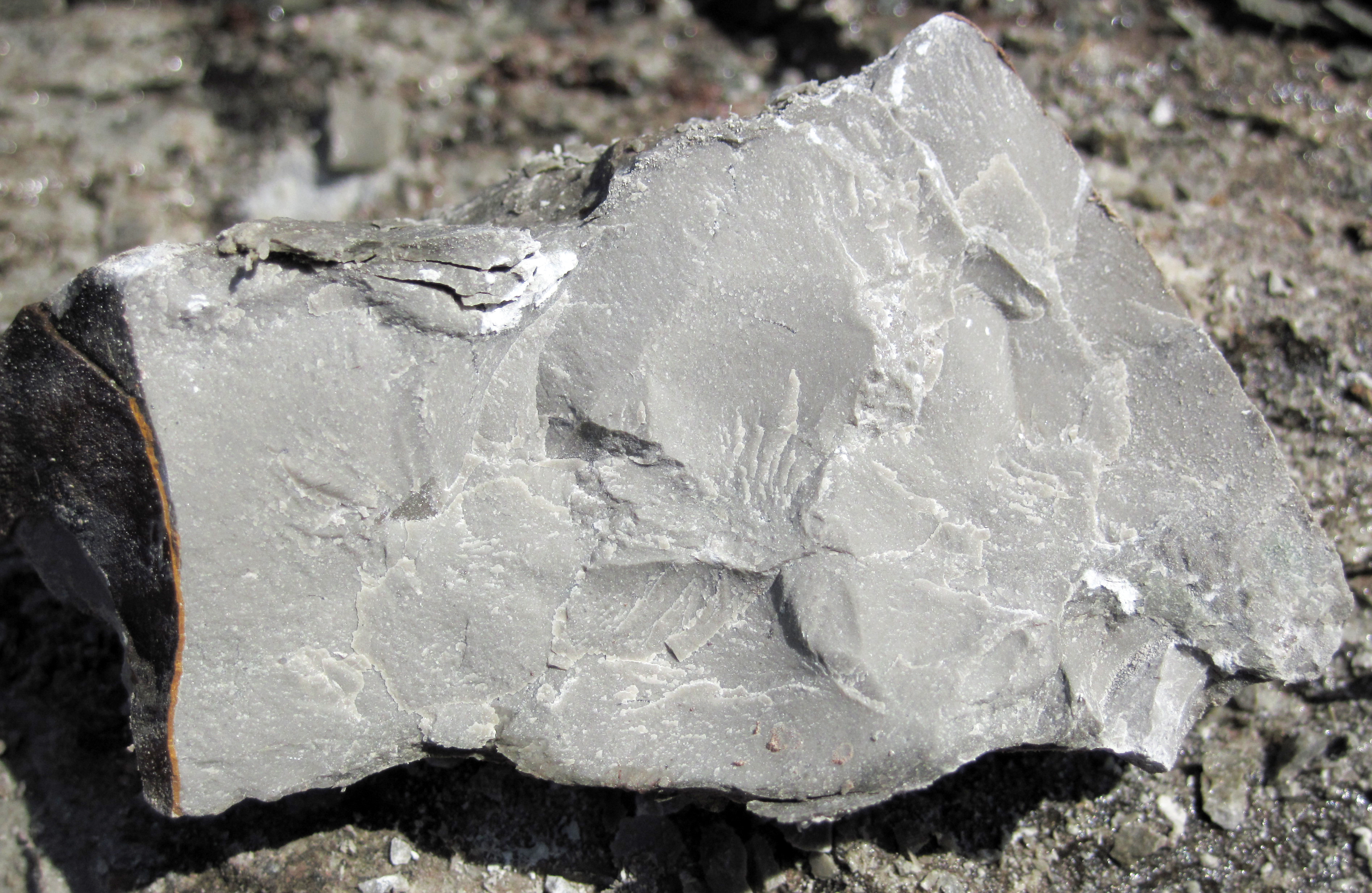
Mudstone calcaire (Mill Knob Member, Slade Formation, Mississippien supérieur ; Clack Mountain Road, sud de Morehead, Kentucky, États-Unis)

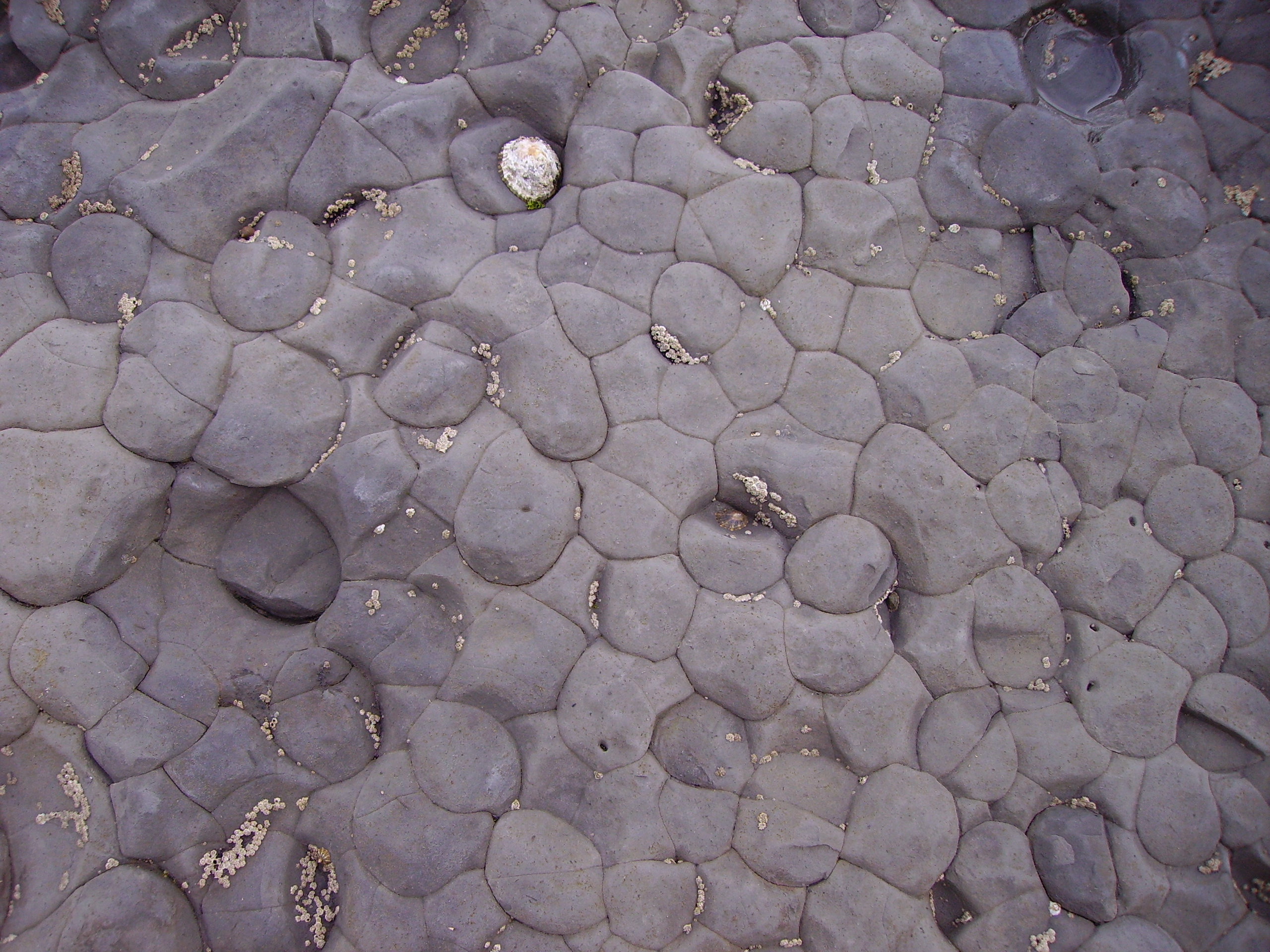
Mudstone photographiée dans les environs de Lyme Regis.

Mudstone est un terme anglais utilisé en pétrologie sédimentaire ayant deux significations :
- il est utilisé en français dans la classification de Dunham : il désigne une texture composée de boue calcaire lithifiée avec moins de 10 % d'éléments non-jointifs et au moins 90 % de matrice micritique[1] ;
- plus largement, le terme désigne une texture fine de roche sédimentaire composée à l'origine d'argile ou de boue (mudrock). La granulométrie est si petite qu'elle ne peut être distinguée sans microscope optique.